# Пантусов (село)
Пантусов — село в Стародубском муниципальном округе Брянской области.

## География
Находится в южной части Брянской области на расстоянии приблизительно 4 км по прямой на север-северо-восток от районного центра города Стародуб.

## История
Упоминалось с первой половины XVII века как владение подкомория литовского княжества К.Куницкого, с 1672 — Валькевичей. Местная деревянная Никольская церковь упоминалась с 1763 года (не сохранилась). В XVII—XVIII веках село входило в 1-ю полковую сотню Стародубского полка. В середине XX века работали колхозы «Красный Дунай», «Красный Октябрь» и «Стародубский». В 1859 году здесь (село Стародубского уезда Черниговской губернии) было учтено 56 дворов, в 1892 — 79. До 2020 года входило в состав Десятуховского сельского поселения Стародубского района до их упразднения.

## Население
Численность населения: 384 человека (1859 год), 486 (1892), 394 человека в 2002 году (русские 97 %), 319 в 2010.